# Вест-Таваконі (Техас)
Вест-Таваконі (англ. West Tawakoni) — місто (англ. city) в США, в окрузі Гант штату Техас. Населення — 1895 осіб (2020).

## Географія
Вест-Таваконі розташований за координатами 32°53′58″ пн. ш. 96°2′10″ зх. д. / 32.89944° пн. ш. 96.03611° зх. д. (32.899378, -96.036172). За даними Бюро перепису населення США в 2010 році місто мало площу 5,73 км², з яких 5,69 км² — суходіл та 0,04 км² — водойми. В 2017 році площа становила 7,45 км², з яких 7,30 км² — суходіл та 0,15 км² — водойми.

## Демографія
Згідно з переписом 2010 року, у місті мешкало 1576 осіб у 632 домогосподарствах у складі 400 родин. Густота населення становила 275 осіб/км².  Було 837 помешкань (146/км²). 
Расовий склад населення:
| - 92,7 % — білих - 1,0 % — азіатів - 0,8 % — корінних американців - 0,8 % — чорних або афроамериканців - 2,4 % — осіб інших рас |

До двох чи більше рас належало 2,3 %. Іспаномовні становили 6,7 % усіх жителів.
За віковим діапазоном населення розподілялося таким чином: 22,0 % — особи молодші 18 років, 64,7 % — особи у віці 18—64 років, 13,3 % — особи у віці 65 років та старші. Медіана віку мешканця становила 41,5 року. На 100 осіб жіночої статі у місті припадало 106,8 чоловіків; на 100 жінок у віці від 18 років та старших — 103,0 чоловіків також старших 18 років.
Середній дохід на одне домашнє господарство становив 43 963 долари США (медіана — 33 657), а середній дохід на одну сім'ю — 49 537 доларів (медіана — 41 750). Медіана доходів становила 37 153 долари для чоловіків та 23 523 долари для жінок. За межею бідності перебувало 23,2 % осіб, у тому числі 37,7 % дітей у віці до 18 років та 14,7 % осіб у віці 65 років та старших.
Цивільне працевлаштоване населення становило 620 осіб. Основні галузі зайнятості: роздрібна торгівля — 21,3 %, виробництво — 16,0 %, освіта, охорона здоров'я та соціальна допомога — 15,3 %.